# Wybory parlamentarne w Albanii w 2009 roku
Wybory parlamentarne w Albanii w 2009 roku – szóste od czasu upadku komunizmu wybory do albańskiego Zgromadzenia XVIII kadencji odbyły się 28 czerwca 2009 i zakończyły zwycięstwem koalicji Sojusz dla Zmian (alb. Aleanca e Ndryshimit), skupionej wokół Demokratycznej Partii Albanii, która zdobyła 70 mandatów. 

## Ordynacja wyborcza
Do jednoizbowego parlamentu wybieranych jest 140 deputowanych, poprzez ordynację proporcjonalną i okręgi wielomandatowe, których granice odpowiadają obwodom, stanowiącym podstawę podziału administracyjnego kraju. W okręgach wybieranych jest od 4 do 32 deputowanych, proporcjonalnie do ich liczby ludności. Obowiązuje próg wyborczy na poziomie 1% dla partii politycznych oraz 5% dla koalicji wyborczych. Przeliczanie głosów na mandaty odbywa się dwuetapowo. Najpierw są one rozdzielane przy pomocy metody D’Hondta pomiędzy listy wyborcze. Drugi etap dotyczy tylko koalicji i ma na celu ustalenie liczby mandatów przypadających poszczególnym partiom, które wchodzą w ich skład. Na tym etapie stosuje się metodę Sainte-Laguë.

## Przebieg wyborów
Główne siły polityczne startowały do wyborów z podobnymi hasłami – Demokratyczna Partia Albanii pod hasłem: Albania się zmienia (alb. Shqipëria po ndryshon), zaś Socjalistyczna Partia Albanii pod hasłem: Nowa polityka na rzecz zmian (alb. Politikë e re për ndryshim). Integryści Mety posługiwali się hasłem: Czas na działanie (alb. Koha për veprim).
W wyborach zwyciężyła koalicja Sojusz dla Zmian (alb. Aleanca e Ndryshimit), skupionej wokół Demokratycznej Partii Albanii, która zdobyła 70 mandatów. 
Opozycyjny sojusz Zjednoczenie na rzecz Zmian (Bashkimi për Ndryshim), skupiony wokół Socjalistycznej Partii Albanii zdobył 66 mandatów. Pozostałe 4 mandaty zdobył Sojusz Socjalistyczny na rzecz Integracji (alb. Lëvizja Socialiste për Integrim), skupiony wokół Socjalistycznego Ruchu Integracji. Koalicja Platforma Wolności (alb. Poli i Lirisë) skupiona wokół Chrześcijańsko-Demokratycznej Partii Albanii uzyskała zaledwie 1,82% głosów i nie uczestniczyła w podziale mandatów.
W żadnym z okręgów wyborczych nie było wyraźnego zwycięzcy. Bastionem wyborczym Demokratycznej Partii Albanii pozostały okręgi północne (Szkodra, Kukës, Lezha, Peshkopia), gdzie zdobyła ona 18 mandatów, przy 10 dla opozycji. Socjaliści zwyciężyli w okręgach Wlora i Gjirokastra, zdobywając w nich 10 mandatów (przy 7 dla Demokratycznej Partii Albanii). Kluczowe dla podziału miejsc w parlamencie wybory w okręgu stołecznym zakończyły się minimalnym sukcesem Demokratów, którzy zdobyli 16 mandatów, przy 15 dla koalicji socjalistycznej. Frekwencja wyborcza wyniosła 50,5%.
4 lipca 2009 doszło do zawiązania koalicji pomiędzy Sojuszem dla Zmian a Sojuszem Socjalistycznym na rzecz Integracji i utworzenia wspólnego rządu, na czele którego stanął Sali Berisha.

## Oficjalne wyniki wyborów
|  | Komitet Wyborczy                    | Liczba oddanych głosów | Liczba mandatów |
|  | ----------------------------------- | ---------------------- | --------------- |
|  | Demokratyczna Partia Albanii        | 610 463                | 68              |
|  | Socjalistyczna Partia Albanii       | 620 586                | 65              |
|  | Socjalistyczny Ruch Integracji      | 73 678                 | 4               |
|  | Republikańska Partia Albanii        | 31 990                 | 1               |
|  | Partia Unii na rzecz Praw Człowieka | 18 078                 | 1               |
|  | Partia Sprawiedliwości i Integracji | 14 477                 | 1               |
|  | Razem                               | 1 519 176              | 140             |

## Lista parlamentarzystów
W gronie parlamentarzystów znalazły się 22 kobiety, co stanowi 15,7% ogółu deputowanych. 72 deputowanych zasiada w parlamencie po raz pierwszy. 59 deputowanych ma ukończone studia wyższe, z czego 14 uzyskało tytuł profesorski.

### Demokratyczna Partia Albanii
1. Enkelejd Alibeaj
2. Ledina Aliolli
3. Ilir Bani
4. Lulzim Basha
5. Fatos Beja
6. Sali Berisha
7. Luçiano Boçi
8. Ridvan Bode
9. Gerti Bogdani
10. Majlinda Bregu
11. Rajmonda Bulku
12. Aldo Bumçi
13. Astrit Bushati
14. Igli Cara
15. Kreshnik Çipi
16. Rrahim Çota
17. Leonard Demi
18. Gezim Dibra
19. Mesila Doda
20. Besnik Dushaj
21. Jemin Gjana
22. Adriana Gjonaj
23. Viktor Gumi
24. Eduard Halimi
25. Sybi Hida
26. Pavlina Hoti
27. Bedri Hoxha
28. Fatos Hoxha
29. Ismail Hoxha
30. Rrajmond Hoxha
31. Arben Imami
32. Fatbardh Kadilli
33. Ardian Kollozi
34. Spiro Ksera
35. Ylli Lama
36. Lefter Maliqi
37. Mark Marku
38. Osman Metalla
39. Florian Mima
40. Vasillaq Ngresi
41. Bujar Nishani
42. Flamur Noka
43. Gazmend Oketa
44. Sokol Olldashi
45. Edi Paloka
46. Ndue Paluca
47. Gjergji Papa
48. Astrit Patozi
49. Lajla Pernaska
50. Genc Pollo
51. Genc Ruli
52. Ilir Rusmali
53. Sherefedin Shehu
54. Tritan Shehu
55. Luan Skuqi
56. Edmond Spaho
57. Paulin Sterkaj
58. Gent Strazimiri
59. Dashnor Sula
60. Myqerem Tafaj
61. Jozefina Topalli
62. Arenca Trashani
63. Ardian Turku
64. Gjok Uldedaj
65. Albana Vokshi
66. Ferdinand Xhaferri
67. Mehmet Xheka
68. Selami Xhepa

### Socjalistyczna Partia Albanii
1. Sadri Abazi
2. Arben Ahmetaj
3. Taulant Balla
4. Besnik Baraj
5. Astrit Beci
6. Ilir Bejtja
7. Marko Bello
8. Ilir Beqja
9. Gazmir Bizhga
10. Ben Blushi
11. Erion Braçe
12. Ditmir Bushati
13. Albert Caci
14. Arben Cuko
15. Arta Dade
16. Alfred Dalipi
17. Eltar Deda
18. Asllan Dogjani
19. Namik Dokle
20. Tom Doshi
21. Ermonela Felaj
22. Bashkim Fino
23. Artan Gaçi
24. Hazir Gashi
25. Eglantina Gjermeni
26. Damian Gjiknuri
27. Ilir Gjoni
28. Andis Harasani
29. Skender Hasa
30. Vasilika Hysi
31. Shpetim Idrizi
32. Arben Isaraj
33. Kastriot Islami
34. Gjok Jaku
35. Gjovalin Kadeli
36. Blendi Klosi
37. Ervin Koci
38. Mimi Kodheli
39. Ndue Kola
40. Agim Leka
41. Valentina Leskaj
42. Shegush Ligori
43. Piro Lutaj
44. Pandeli Majko
45. Arben Malaj
46. Ermelinda Meksi
47. Qemal Minxhozi
48. Dashamir Peza
49. Armando Prenga
50. Xhemal Qefalia
51. Gramoz Ruçi
52. Et’hem Ruka
53. Rudina Seseri
54. Eduard Shalsi
55. Enkelejda Shkreli
56. Klodiana Spahiu
57. Armando Subashi
58. Saimir Tahiri
59. Vangjel Tavo
60. Fatmir Toci
61. Fatos Tushe
62. Olta Xhaçka
63. Fatmir Xhafaj
64. Luiza Xhuvani
65. Fidel Ylli

### Socjalistyczny Ruch Integracji
1. Lefter Koka
2. Ilir Meta
3. Nasip Naço
4. Dritan Prifti

### Republikańska Partia Albanii
- Fatmir Mediu

### Partia Unii na rzecz Praw Człowieka
- Vangjel Dule

### Partia Sprawiedliwości i Integracji
- Dashamir Tahiri

## Utracili mandat
Ferdinand Xhaferraj, Lulzim Basha, Fatos Tushe, Gjok Jaku i Adrian Kollozi (objęli funkcje w samorządzie lokalnym po wyborach w 2011 roku, w związku z czym złożyli mandaty) oraz Gëzim Dibra (zmarł 12 sierpnia 2011).

## Objęli mandat w trakcie kadencji
Ndriçim Babasi, Kosta Barka, Arion Muçaj, Ndrec Deda, Ramiz Çobaj oraz Aurel Bylykbashi.